# Mistrzostwa Świata w Kolarstwie Torowym 1986
83. Mistrzostwa Świata w Kolarstwie Torowym 1986 odbyły się w amerykańskim Colorado Springs w sierpniu 1986 roku. W programie mistrzostw znalazło się piętnaście konkurencji: sprint i wyścig na dochodzenie dla kobiet, a dla mężczyzn: sprint, wyścig na dochodzenie, wyścig ze startu zatrzymanego i wyścig punktowy zarówno dla zawodowców jak i amatorów, wyścig drużynowy na dochodzenie zawodowców, wyścig tandemów, wyścig na 1000 m, keirin oraz derny.

## Medaliści

### Kobiety
| Konkurencja                         | Złoto                | Srebro        | Brąz              |
| ----------------------------------- | -------------------- | ------------- | ----------------- |
| 3000 m indywidualnie na dochodzenie | Jeannie Longo        | Rebecca Twigg | Barbara Ganz      |
| sprint indywidualny                 | Christa Rothenburger | Erika Salumäe | Connie Paraskevin |

### Mężczyźni
| Konkurencja                              | Złoto                                                                        | Srebro                                                               | Brąz                                                                              |
| ---------------------------------------- | ---------------------------------------------------------------------------- | -------------------------------------------------------------------- | --------------------------------------------------------------------------------- |
| wyścig punktowy zawodowców               | Urs Freuler                                                                  | Michel Vaarten                                                       | Stefano Allocchio                                                                 |
| wyścig punktowy amatorów                 | Dan Frost                                                                    | Olaf Ludwig                                                          | Leonard Nitz                                                                      |
| wyścig ze startu zatrzymanego zawodowców | Bruno Vicino                                                                 | Constant Tourné                                                      | Giovanni Renosto                                                                  |
| wyścig ze startu zatrzymanego amatorów   | Mario Gentili                                                                | Luigi Bielli                                                         | Roland Königshofer                                                                |
| indywidualnie na dochodzenie zawodowców  | Anthony Doyle                                                                | Hans-Henrik Ørsted                                                   | Jesper Worre                                                                      |
| indywidualnie na dochodzenie amatorów    | Wiaczesław Jekimow                                                           | Gintautas Umaras                                                     | Dean Woods                                                                        |
| keirin                                   | Michel Vaarten                                                               | Dieter Giebken                                                       | Urs Freuler                                                                       |
| 1 km ze startu zatrzymanego              | Maic Malchow                                                                 | Martin Vinnicombe                                                    | Jens Glücklich                                                                    |
| drużynowo na dochodzenie                 | Czechosłowacja · Pavel Soukup · Aleš Trčka · Svatopluk Buchta · Teodor Černý | NRD · Steffen Blochwitz · Dirk Meier · Bernd Dittert · Roland Hennig | ZSRR · Wiaczesław Jekimow · Aleksandr Krasnow · Wiktor Manakow · Gintautas Umaras |
| tandemy                                  | Czechosłowacja · Vítězslav Vobořil · Roman Řehounek                          | Stany Zjednoczone · Kit Kyle · David Lindsey                         | Włochy · Andrea Faccini · Roberto Nicotti                                         |
| sprint indywidualny zawodowców           | Kōichi Nakano                                                                | Hideyuki Matsui                                                      | Nobuyuki Tawara                                                                   |
| sprint indywidualny amatorów             | Michael Hübner                                                               | Lutz Heßlich                                                         | Ralf-Guido Kuschy                                                                 |
| Derny                                    | Danny Clark                                                                  | Constant Tourné                                                      | Giovanni Renosto                                                                  |

## Klasyfikacja medalowa
| Miejsce | Państwo           |   |   |   | Razem |
| ------- | ----------------- | - | - | - | ----- |
| 1.      | NRD               | 3 | 2 | 3 | 8     |
| 2.      | Włochy            | 2 | 1 | 4 | 7     |
| 3.      | Czechosłowacja    | 2 | 0 | 0 | 2     |
| 4.      | Belgia            | 1 | 3 | 0 | 4     |
| 5.      | ZSRR              | 1 | 2 | 1 | 4     |
| 6.      | Australia         | 1 | 1 | 1 | 3     |
|         | Dania             | 1 | 1 | 1 | 3     |
|         | Japonia           | 1 | 1 | 1 | 3     |
| 9.      | Szwajcaria        | 1 | 0 | 2 | 3     |
| 10.     | Francja           | 1 | 0 | 0 | 1     |
|         | Wielka Brytania   | 1 | 0 | 0 | 1     |
| 12.     | Stany Zjednoczone | 0 | 2 | 2 | 4     |
| 13.     | RFN               | 0 | 1 | 0 | 1     |
| 14.     | Austria           | 0 | 0 | 1 | 1     |